# Trut
Trutovi su najveće pčele u koloniji. Trutova jedina svrha u životu je da se pari sa maticom i za njega ne postoji nikakva druga korisna uloga u koloniji. Većina trutova umre pre parenja ili zato što su stari ili zato što ih radilice izguraju iz gnezda. Nekoliko trutova koji i uspeju u parenju s maticom mogu to učiniti samo jednom jer nakon parenja uginu. Njihov polni organ se nakon završetka uspešnog parenja otkida i trut pada na tlo mrtav. Trutovi se mogu pariti nakon 16 dana starosti. Kada trut dostigne polnu zrelost, započinje svoje orijentacijske krugove u blizini svoje košnice. 
Polno zreli trutovi imaju tendenciju da se u poslepodnevnim satima skupe u roj koji se često naziva i kometa zbog svog izgleda. Takvi rojevi mogu da sadrže od nekoliko stotina do nekoliko hiljada trutova. 
Trut tokom svog života odlazi na 25 takvih letova koji otprilike traju oko 30 minuta. Kada započne hladnije vreme, krajem jeseni i početkom zime, količina hrane u košnici postaje sve oskudnija pa radilice izbacuju trutove van i ostave ih da gladuju.

## Spoljašnje veze
- Snimak truta izbliza
- Video sa izbacivanjem truta iz košnice
- Trut